# Contest
 Contest  es una población y comuna francesa, en la región de Países del Loira, departamento de Mayenne, en el distrito de Mayenne y cantón de Mayenne-Ouest.

## Demografía
| 614 | 620 | 629 | 716 | 695 | 765 |
| Para los censos de 1962 a 1999 la población legal corresponde a la población sin duplicidades (Fuente: INSEE [Consultar]) |     |     |     |     |     |